# Clodoaldo
Clodoaldo Tavares de Santana (* 26. September 1949 in Itabaiana, Sergipe) ist ein ehemaliger brasilianischer Fußballspieler. Clodoaldo war ein zentraler Mittelfeldspieler, der als schnell, leichtfüßig und trickreich galt.

## Karriere

### Verein
Im Alter von sechs Jahren zogen seine Eltern mit ihm nach Santos. Clodoaldo arbeitete auf Jahrmärkten und in Lebensmittelgeschäften, bis er seine Leidenschaft und sein Talent für den Fußball entdeckte. Als er in der Überschwemmungsebene von Santos spielte, weckte er das Interesse eines Trainers des FC Santos, der ihn zum Training einlud.
Er lebte in den Unterkünften des Estádio Urbano Caldeira in Vila Belmiro. Sein Debüt bei Santos gab er im Alter von 16 Jahren, acht Monaten und 11 Tagen am 5. Juni 1966 in Blumenau. Im folgenden Jahr trat Zito, Santos-Idol und zweifacher Weltmeister von 1958 und 1962, in den Ruhestand und es lag an Clodoaldo, ihn zu ersetzen und das Trikot mit der Nummer 5 zu übernehmen. Bei Santos spielte er insgesamt 14 Jahre für den Pelé-Klub. In dieser Zeit soll er wettbewerbsübergreifend für den Klub 508 Spiele bestritten haben (14 Tore). Später spielte er in den USA und beendete seine Karriere 1981 beim Nacional FC.

### Nationalmannschaft
Zwischen 1969 und 1974 absolvierte er 38 Länderspiele (drei Tore). Nachdem er 1968 bereits in die Seleção berufen worden war, kam Clodoaldo am 12. Juni 1969 zu seinem ersten Länderspiel. Im Freundschaftsspiel gegen die Auswahl Englands stand er in der Startelf. In einem inoffiziellen Länderspiel gegen eine Auswahlmannschaft von Spielern aus Sergipe, erzielte er sein erstes Tor für die Nationalmannschaft.
Mit der Seleção wurde 1970 Weltmeister. Clodoaldo war hier Stammspieler, stand in allen Partien auf dem Platz und erzielte im Halbfinale gegen Uruguay das wichtige 1:1 (Endstand 3:1). Dieses war sein einziges offizielles Länderspieltor. Er spielte insgesamt ein starkes Turnier und zählte zum FIFA All-Star-Team. 1974 bestritt er am 28. April sein letztes offizielles Länderspiel gegen Griechenland.
Danach folgten noch zwei inoffizielle Spiele. Eines davon am 26. Mai gegen eine Südwestdeutsche Auswahl, die überwiegend aus Spielern des 1. FC Kaiserslautern bestand, mit Erich Ribbeck und Günter Jansen als Trainern.
Insgesamt auf 54 Länderspiele und drei Tore. Aufgeteilt auf:
- Offizielle Spiele:
  - Copa Roca: 2 Spiele (0 Tore)
  - Freundschaftsspiele: 28 Spiele (0 Tore)
  - Taça Independência: 4 Spiele (0 Tore)
  - Weltmeisterschaftsspiele: 5 Spiele (1 Tor)

- Inoffizielle Spiele: 15 Spiele (2 Tore)

## Erfolge
Nationalmannschaft
- Weltmeister: 1970
- Copa Roca: 1971
- Taça Independência: 1972

Santos
- Staatsmeisterschaft von São Paulo: 1967, 1968, 1969, 1973, 1978
- Torneio Roberto Gomes Pedrosa: 1968
- Recopa Sudamericana: 1968, 1969
- Intercontinental Supercup: 1968

Nacional
- Staatsmeisterschaft von Amazonas: 1981
- Staatspokal von Amazonas: 1981